# ウワサの伴奏-And The Band Played On-
『ウワサの伴奏-And The Band Played On-』（うわさのばんそう・アンド・ザ・バンド・プレイド・オン）は、2002年10月23日発売された、RHYMESTERのメジャー2枚目（インディーズを含めると5枚目）のアルバムである。
2001年末に出たアルバム『ウワサの真相』の曲を中心に、1曲ごとに1アーティストと競演したコンセプト・アルバムとなっている。先行シングルとして発売された「肉体関係 part 2 逆featuring クレイジーケンバンド」、後にリカットされた「This Y'all That Y'all session with SUPER BUTTER DOG」を含む9曲入り。

## 収録曲
1. 勝算（オッズ） session with ゴスペラーズ
アルバム『ウワサの真相』収録
2. ロイヤル・ストレート・フラッシュ session with 高橋達也と東京ユニオン
『ウワサの真相』、シングル『ロイヤル・ストレート・フラッシュ』収録
3. 肉体関係 part2 逆featuring クレイジーケンバンド
クレイジーケンバンドのシングル『肉体関係』収録
4. This Y'all, That Y'all  session with SUPER BUTTER DOG
『ウワサの真相』、『ロイヤル・ストレート・フラッシュ』収録
5. Walk On session with TOSHI-LOW(BRAHMAN)
『ウワサの真相』収録
6. プリズナー No.1,2,3 session with Aquapit & Yosuke Onuma
『ウワサの真相』収録
7. The Showstopper session with Blue Beat Players
『ウワサの真相』収録
8. ウワサの真相 session with WACK WACK RHYTHM BAND & F.O.H
『ウワサの真相』収録
9. ライムスターイズインザハウス(LIVE) session with DJ JIN